# ID&T
ID&T Group is een Nederlands entertainmentbedrijf met hoofdkantoor in Amsterdam. Het bedrijf werd in 1992 opgericht en organiseert dance-evenementen in zowel Nederland als het buitenland. Als zodanig is het bedrijf in 22 landen actief. Het is Nederlands grootste dancefeestorganisator alsmede 's werelds grootste concertpromotor in dancemuziek. Tot de dance-evenementen georganiseerd door ID&T Group behoren onder andere Thunderdome, Mysteryland, Defqon.1 en Sensation.

## Geschiedenis
ID&T  werd in 1992 opgericht door de drie vrienden Irfan van Ewijk, Duncan Stutterheim en Theo Lelie. De bedrijfsnaam verwijst naar de eerste letters van de voornamen van de oprichters. In juni 1992 organiseerde het evenementenbedrijf zijn eerste officiële dancefeest genaamd The Final Exam in de Jaarbeurs in Utrecht. Ongeveer drieënhalve maand later organiseerde ID&T voor het eerst het dancefeest Thunderdome in de Thialf in Heerenveen. Zeven jaar later nam ID&T de radiozender New Dance Radio over die in 2001 werd omgedoopt tot ID&T Radio. In 2000 organiseerde het evenementenbedrijf het eerste dancefeest Sensation in de Amsterdam ArenA, waarna gedurende de jaren nul edities volgden in andere Europese landen alsook in Australië, Azië en Zuid-Amerika. In de periode 2005-2006 verkocht ID&T zijn radiozender, inmiddels Slam!FM geheten, aan de Nederlandse investeerders Lex Harding, Ruud Hendriks en Marcel Dijkhuizen. Drie jaar later verhuisde ID&T van een kantoorgebouw in Amsterdam Sloterdijk naar een pand in Amsterdam-Zuidoost. In 2010 werd ID&T voor de derde keer op rij uitgeroepen tot 'Best Event Promoter' tijdens de Winter Music Conference in Miami. Twee jaar later opende het evenementenbedrijf kantoren in Los Angeles en New York. In 2013 werd ID&T overgenomen door het Amerikaanse conglomeraat SFX Entertainment. Op 15 februari 2017 werd bekendgemaakt dat ID&T stopt met de organisatie van de Nederlandse versie van Sensation, in 2017 vond de laatste editie in de Amsterdam ArenA plaats. De andere wereldwijde versies van Sensation zullen wel blijven bestaan.

## Evenementen
- Amsterdam Music Festival tijdens Amsterdam Dance Event (house & dance - Amsterdam Arena).
- Amsterdam Open Air (house & dance) Gaasperpark Amsterdam
- Awakenings (techno), indoor event in de Gashouder, Amsterdam.
- Defqon.1 (hardere stylen), Biddinghuizen
- Dominator (hardcore)
- Masters of Hardcore (hardcore)
- Mysteryland (platform voor alle stijlen - Nederland, Chili en USA)
- Qlimax (hardere stylen)
- Sensation (clubhouse, Amsterdam Arena en wereldwijd).
- Thunderdome (hardcore - Jaarbeurs Utrecht, RAI Amsterdam en Heineken Music Hall)
- Vunzige Deuntjes (urban)
- Welcome to the Future (techno, Het Twiske)